# Weyhausen (Eschede)
Weyhausen ist ein Ortsteil der Gemeinde Eschede. Er liegt im Nordosten des Landkreises Celle (Niedersachsen) und des Naturparks Südheide, inmitten eines großen Waldgebietes.

## Geographie

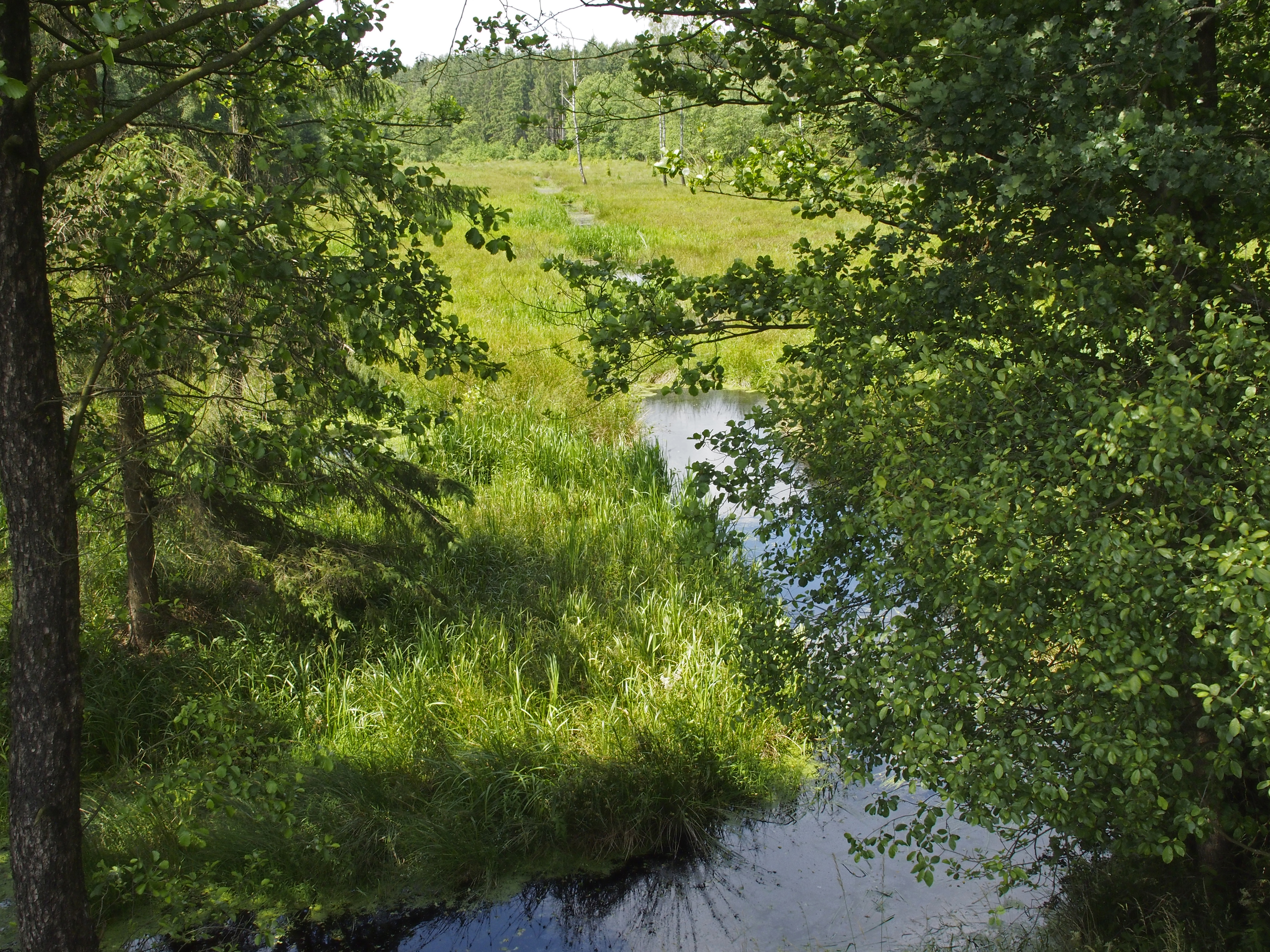
Quellgebiet der Lutter bei Weyhausen

Nördlich von Weyhausen entspringt die Lutter, die später in die Lachte mündet. Ein naturnaher Heidebach, der durch ein Naturschutzgroßprojekt mit Millionenaufwand renaturiert wurde. 2007 wurde das Quellgebiet und der gesamte Lauf des Baches unter Naturschutz gestellt. Der Bach ist unter anderem Lebensraum von Flussperlmuscheln und Fischottern. Seit 2005 ist das Gebiet im Rahmen des EU-Naturschutzvorhabens Natura2000 als FFH-Gebiet 086 Lachte-Lutter-Aschau ausgewiesen.

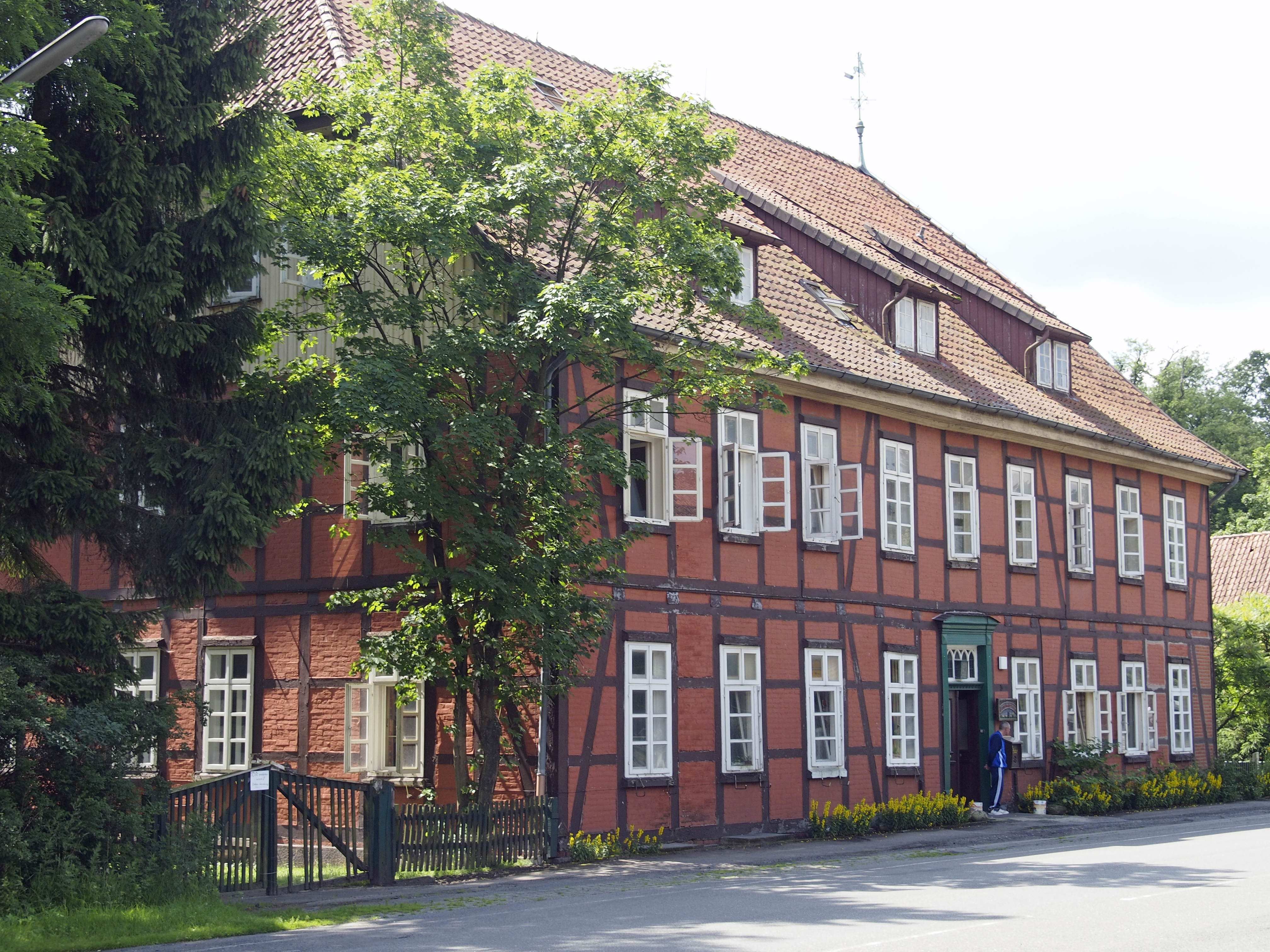
Haupthaus des ehemaligen Grauen-Hofes (später Michaelis-Hof) (von 1840), heute das Pflegeheim “Haus in der Heide”

## Geschichte

### Neuzeit
1589 wird in dem Celler Viehschatzregister das die Viehbestände auf jedem Hof notiert, erstmals ein Hof in Weyhausen erwähnt. Als Besitzer wird Helmeke Grumann urkundlich genannt. 1741 wird erwähnt, dass sich eine “Brinksitzerstelle” (Kleinbauerstelle) in Weyhausen angesiedelt hat. Im 18. Jahrhundert wurde in der Nähe des Jagdschlosses ein Bauernhof errichtet. Nach seinen Besitzern wird er “Grauen-Hof” und später “Michaelis-Hof” genannt. Wilhelm Michaelis (* 1866) (verheiratet mit Marie Bühmann) gilt als der Begründer des Großgrundbesitzes in Weyhausen. Zum Hof gehörten fast 6.000 Morgen Wald. Zeitweise wurden bis zu 4.000 Schafe gehalten. Erika Michaelis (1898–1970) ist später Eigentümerin des Hofes. Wegen der Größe des Anwesens nannte man sie im Volksmund die “Heidekönigin”.
Das Haupthaus des Grauen-Hofes wird 1840 neu errichtet. In dem Haus befindet sich heute ein Pflegeheim für Suchtkranke, das „Haus in der Heide“.
Hans-Hubertus Bühmann (1921–2014), Landrat und Landtagsabgeordneter (CDU), der Cousin von Erika Michaelis erbt den Besitz.
Am 1. Januar 1973 wurde Weyhausen in die Gemeinde Eschede eingegliedert.

### Das Jagdschloss

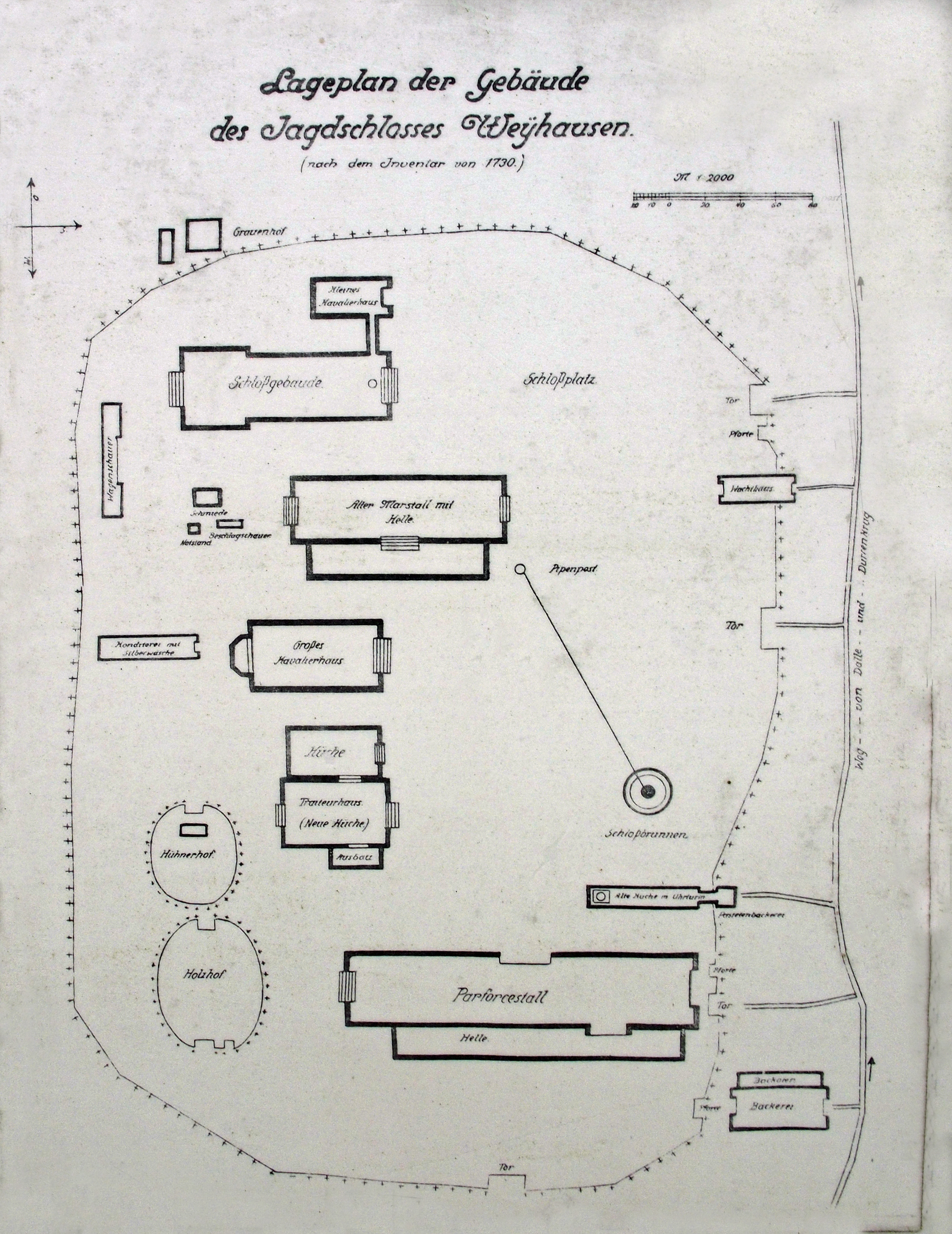
Lageplan der Gebäude des ehemaligen Jagdschlosses

Etwa 1654–1665, unmittelbar nach Ende des Dreißigjährigen Krieges, zur Amtszeit von Herzog Christian Ludwig (* 1622 † 1665) in Celle, wurde in Weyhausen ein Jagdschloss mit einem Forsthaus errichtet. Die ausgedehnten Wälder boten den Celler Herzögen ein ausgezeichnetes Jagdrevier, da es einen reichen Wildbestand aufwies und in der Nähe von Celle lag. 1663 und 1775 wird dieses Jagdschloss in den Akten der Amtsvogtei Beedenbostel erwähnt. Es wird später auch von Herzog Georg Wilhelm (* 1624 † 1705) für Parforcejagden genutzt. Nach dessen Tod ging der Besitz auf Kurfürst Georg I. (* 1660 † 1727) über, der 1714 auch König von Großbritannien wurde und wahrscheinlich auch als König noch öfter in Weyhausen weilte. Seine Mätresse Gräfin Ehrengard Melusine von der Schulenburg, die spätere Herzogin von Kendal besaß ebenfalls Zimmer in dem Jagdschloss. Auch sein jüngerer Bruder, Ernst August II. von Hannover (* 1674 † 1728), der Duke of York and Albany und Fürstbischof von Osnabrück besaß Zimmer in dem Jagdschloss.
Zu der Anlage gehörten ursprünglich das zweigeschossige Herrenhaus in Massivbauweise, in der Größe von 30 m × 14 m, sowie in Fachwerkbauweise ein großes und ein kleines Kavaliershaus als Wohnhaus für die Edelleute, ein Marstall als Pferdestall für etwa 200 Pferde, eine Schmiede, eine Remise (Wagenschuppen), ein Küchengebäude (der französische Koch hatte ein eigenes Haus) und ein Hühnerstall. Später kamen noch ein Jägerhaus, mit einem Anbau für den Förster, ein Backhaus und ein Schlachthaus dazu. Ein 30 m langer Hundestall für die Parforcehunde hatte eine eigene Küche für die Versorgung der Tiere. 1707 wies das Inventarium der Amtsvogtei insgesamt 14 Gebäude auf.
Nach dem Tod des Herzogs Georg Wilhelm verlor Celle den Status als Residenzstadt. Die adligen Jagdgesellschaften zogen sich allmählich aus Weyhausen zurück.
Das Jagdschloss verfiel, es wird letztmals 1775 schriftlich erwähnt. In dieser Zeit wurde vermutlich mit dem Abriss und Verkauf begonnen. Zwischen 1775 und 1790 wird auf dem ehemaligen Schlossgelände aus dem Abrissmaterial ein Forsthof errichtet. Hier hatte die Revier-Försterei Eschede-Weyhausen ihren Sitz. Auch das Forsthaus Helmerkamp, die Papierfabrik Lüneburg, Teile des Grauen-Hofes, die Zehntscheune (Lagergebäude) in Beedenbostel und weitere Gebäude im Celler Land nutzten das Abrissmaterial des Jagdschlosses für sich als Baumaterial. Ein erst in letzter Zeit wiederentdeckter Brunnen und der Gewölbekeller des Forsthauses (vermutlich der Keller des alten Jagdschlosses) sind die einzigen verbliebenen Überreste auf dem ursprünglichen Schlossgelände.

## Infrastruktur
Mehrere Heer- und Frachtstraßen liefen über Weyhausen. Von Celle führte ein Postweg über Rebberlah, Starkshorn, (Ortsteile der Gemeinde Eschede) Schafstall und Unterlüß, und von dort auf schnurgeradem Wege (jetzt die L 280) weiter Richtung Weyhausen. Vor Weyhausen existierte die heutige Brücke über die Lutter noch nicht. Hier bog der Weg kurz vor dem im Tal liegenden Bach nach Südwesten ab, führte über einen Damm und verlief dann über eine Brücke direkt bis zur Schlossanlage.
Ein anderer Weg führte von Dalle und Lohe, nördlich der Lutter und der heutigen B 191, nach Weyhausen. Auch die Salzfuhren der Saline Sülze nach Bodenteich und weiter in die Altmark verkehrten auf diesen Wegen, von Dalle oder auch von Marwede (Gemeinde Scharnhorst) kommend, über Weyhausen. In dem Grauen-Hof befand sich eine Gaststätte.
1830 wird die B 191, die von Celle nach Uelzen verläuft, durch den Ort gebaut. Ursprünglich war vorgesehen, diese Straße weiter westlich über Lohe zu führen. Die B 191 führt mitten durch den Ort und dominiert diesen stark.
Nach 1866 begann der Bau der Landesstraße L 280 von Unterlüß über Weyhausen nach Sprakensehl.

## Schule
Die Weyhäuser Schüler mussten ab 1713 nach Dalle zur Schule gehen. Wegen der Gefährlichkeit des Weges waren später auch die Schulen in Hösseringen und Sprakensehl zuständig. 1950 erhielt Weyhausen eine eigene Schule, die aber 1963 wieder geschlossen wurde.

## Einwohnerentwicklung
| Jahr | Einwohner |
| ---- | --------- |
| 1821 | 30        |
| 1848 | 81        |
| 1905 | 48        |
| 1939 | 46        |
| 1946 | 153       |
| 1961 | 88        |
| 1970 | 71        |
| 2000 | 94        |

## Sehenswürdigkeiten

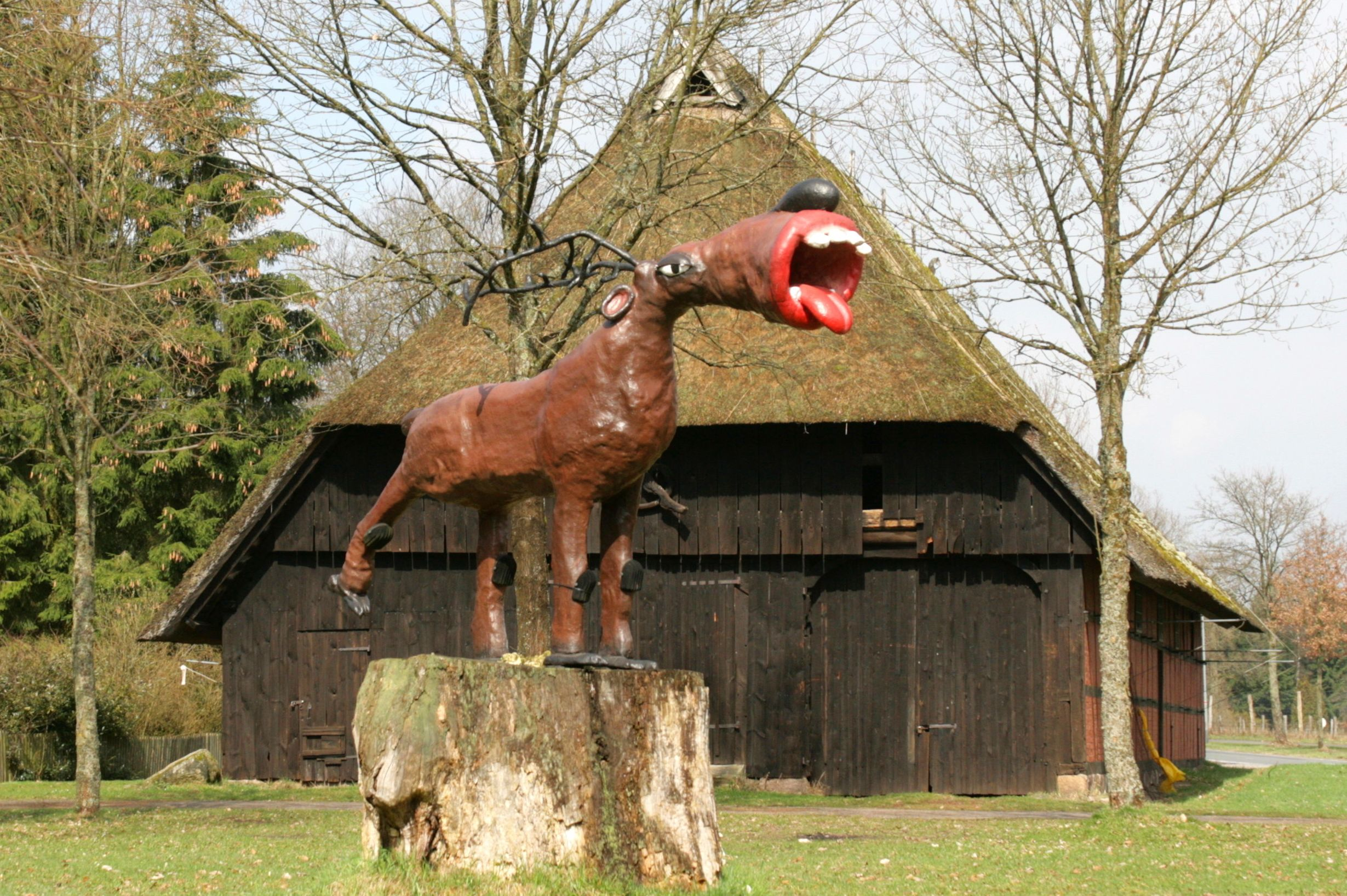
Eugen Egners Synthetischer Hirsch – Denkmal in Weyhausen

Am 13. September 1998 zum Tag des offenen Denkmals wurde im Zentrum von Weyhausen der „Synthetische Hirsch“ eingeweiht. Das Kunstwerk entstand nach dem Entwurf und Zeichnungen von Eugen Egner, einer Person mit vielfachen künstlerischen Begabungen. Er ist auch als Autor absurder Geschichten und Romane bekannt. Erstellt wurde die Figur aber nicht von Egner selbst, sondern von ortsansässigen künstlerisch begabten Handwerkern, dem Tischler Peter Weckmüller, Jurij Gontar und Helfern aus der Tischlerei, die zum Pflegeheim „Haus in der Heide“ gehörten.

## Belletristik
Irgendwann zwischen 1952 und 1964 kehrte Arno Schmidt in Weyhausen in der Pension von Otto Knoop ein. Er verewigte den berittenen Gendarm Otto Knoop (ein lokales Original) in seinen Erzählungen Kühe in Halbtrauer als Jean Darm vom Kaffee HANNIBAL.